# Amor en polvo (álbum)
Amor en polvo es el cuarto disco de estudio de Emmanuel Horvilleur, Lanzado el 9 de junio del 2010 y sucesor del disco Mordisco que fue acreedor de un premio Gardel 2008 a la música como "Mejor álbum artista masculino pop". El disco fue producido por el mismo Emmanuel y su hermano Lucas Martí, grabado en sus estudios y mezclado por Guillermo Mandrafina en el Pie.[cita requerida]
"Amor en polvo" cuenta con 13 canciones escritas por Emmanuel, entre las cuales se destaca "12:30" elegido como primer sencillo del álbum y "Amor Loco" que cuenta con la voz de Ana Cañas de Brasil como invitada. El disco  combina elementos de funk, Pop rock y música electrónica, con el sonido característico que Horvilleur ha logrado establecer.

## Lista de canciones
| N.º | Título                      | Escritor(es)  | Productor(es) | Duración |  |
| 1.  | «Michael»                   | E. Horvilleur | E. Horvilleur | 4:04     |  |
| 2.  | «12:30»                     | E. Horvilleur | E. Horvilleur | 3:12     |  |
| 3.  | «El quemado del amor»       | E. Horvilleur | E. Horvilleur | 3:29     |  |
| 4.  | «Dibujo animado»            | E. Horvilleur | E. Horvilleur | 3:08     |  |
| 5.  | «Destino caprichoso»        | E. Horvilleur | E. Horvilleur | 2:43     |  |
| 6.  | «El lento»                  | E. Horvilleur | E. Horvilleur | 3:38     |  |
| 7.  | «Amor loco» (ft. Ana Cañas) | E. Horvilleur | E. Horvilleur | 4:16     |  |
| 8.  | «Polvo de amor»             | E. Horvilleur | E. Horvilleur | 1:20     |  |
| 9.  | «Japón»                     | E. Horvilleur | E. Horvilleur | 4:18     |  |
| 10. | «Entreabierta»              | E. Horvilleur | E. Horvilleur | 2:55     |  |
| 11. | «LLamarada»                 | E. Horvilleur | E. Horvilleur | 1:44     |  |
| 12. | «Hermosa noche»             | E. Horvilleur | E. Horvilleur | 4:05     |  |
| 13. | «Amor en polvo»             | E. Horvilleur | E. Horvilleur | 3:34     |  |